# مرین‌لند (فلوریدا)
مرین‌لند (به انگلیسی: Marineland) شهرکی در شهرستان فلگلر سنت جانز ایالت فلوریدا است که در سال ۱۹۴۰ بنیان‌گذاری شده‌است. این شهرک طبق سرشماری سال ۲۰۱۰ میلادی، ۱۶ نفر جمعیت داشته و مساحت آن نیز ۰٫۸ کیلومتر مربع است.